# Prebenda
Prebenda (do baixo latim præbenda, æ: 'o que o Estado deve fornecer aos particulares em troca dos seus serviços', ou 'o que é devido aos magistrados enviados em serviço público a uma província, ajuda de custo'), do latim clássico præbere 'apresentar, oferecer, fornecer', de præ 'antes' e  'habere' "ter") designa  stricto sensu uma renda ligada a um canonicato (dignidade atribuída a um  cônego), e que representa seu benefício eclesiástico. 
O termo foi utilizado por Max Weber, ao analisar os tipos de dominação.  No patrimonialismo, que é uma forma de dominação tradicional, o aparelho de Estado funciona como uma extensão do poder do soberano, de modo que a separação entre assuntos públicos e privados, entre patrimônio público e privado desaparece. O  quadro administrativo é constituído de dependentes pessoais do governante – familiares ou agregados, amigos,  pessoas  ligadas a ele através de vínculos de fidelidade e troca de favores. Assim, os cargos na administração são considerados como prebendas conferidas individualmente e posteriormente renovadas, sem todavia se tornarem hereditárias.
Por derivação, em sentido figurado, o termo adquiriu o significado de ocupação rentável e de pouco trabalho ou sinecura.